# Ceratiocaridina
De Ceratiocaridina zijn een onderorde van uitgestorven kreeftachtigen uit de klasse van de Malacostraca (hogere kreeftachtigen).

## Familie
- Ceratiocarididae Salter, 1860 †